# 雷恰鄉 (馬拉穆列什縣)
47°23′N 23°19′E / 47.38°N 23.31°E
雷恰鄉（羅馬尼亞語：Comuna Recea, Maramureș），是羅馬尼亞的鄉份，位於該國西北部，由馬拉穆列什縣負責管轄，面積44平方公里，海拔高度157米，2007年人口5,580，人口密度每平方公里127人。